# Campeonato Mundial de Fórmula 1 de 2020
O Campeonato Mundial de Fórmula 1 de 2020 foi a 71ª temporada do Campeonato Mundial de Fórmula 1, que é reconhecido pela Federação Internacional de Automobilismo (FIA), o órgão regulador do automobilismo internacional, como a mais alta categoria de competição para carros de corrida monopostos. Equipes e pilotos competiram para serem campeões mundiais de construtores e de pilotos, respectivamente. Com a saída do Grande Prêmio da Alemanha, o retorno do Grande Prêmio dos Países Baixos e a estreia do Grande Prêmio do Vietnã, o campeonato teria 22 etapas e poderia ser considerado a maior temporada da história. Contudo, o avanço da pandemia de COVID-19 provocou o cancelamento de treze etapas do campeonato, sendo substituídas por outras oito.
O campeonato que estava previsto para começar em 15 de março na Austrália, foi adiado e iniciou somente em 5 de julho na Áustria, tendo um total de 17 etapas, encerrando-se no dia 13 de dezembro em Abu Dhabi. Além das etapas que já estavam previstas em contrato, a categoria adicionou os Grandes Prêmios da Estíria, 70.º Aniversário, Toscana, Eifel, Portugal, Emília-Romanha, Turquia e Sakhir.
Lewis Hamilton defendeu com sucesso o Campeonato Mundial de Pilotos pelo terceiro ano consecutivo, conquistando seu sétimo título no Grande Prêmio da Turquia, o quarto de forma consecutiva, igualando o recorde de Michael Schumacher. A Mercedes também defendeu com sucesso o Campeonato Mundial de Construtores, conquistando o título pelo sétimo ano consecutivo no Grande Prêmio da Emília-Romanha e superando o recorde da Ferrari conquistado entre 1999 e 2004.

## Pilotos e equipes
| Vice-campeão    | Campeão        | Terceiro lugar        |
| --------------- | -------------- | --------------------- |
|                 |                |                       |
| Valtteri Bottas | Lewis Hamilton | Max Verstappen        |
| Mercedes        | Mercedes       | Red Bull Racing-Honda |

Os seguintes pilotos e equipes participaram do Campeonato Mundial de Fórmula 1 de 2020:
| Equipe                        | Construtor            | Chassi(s) | Unidade de potência                | Pneu | Pilotos | Pilotos            | Pilotos | Pilotos     | Pilotos                                                       | Pilotos          | Pilotos |
| Equipe                        | Construtor            | Chassi(s) | Unidade de potência                | Pneu | N.°     | Nome do piloto     | Sigla   | Rodada      |                                                               | Pilotos de teste | Sigla   |
| ----------------------------- | --------------------- | --------- | ---------------------------------- | ---- | ------- | ------------------ | ------- | ----------- | ------------------------------------------------------------- | ---------------- | ------- |
| Alfa Romeo Racing Orlen       | Alfa Romeo-Ferrari    | C39       | Ferrari 065                        | P    | 7       | Kimi Räikkönen     | RAI     | Todas       | Robert Kubica Mick Schumacher Tatiana Calderón                | KUB SCH CAL      |         |
| Alfa Romeo Racing Orlen       | Alfa Romeo-Ferrari    | C39       | Ferrari 065                        | P    | 99      | Antonio Giovinazzi | GIO     | Todas       | Robert Kubica Mick Schumacher Tatiana Calderón                | KUB SCH CAL      |         |
| Scuderia AlphaTauri Honda     | AlphaTauri-Honda      | AT01      | Honda RA620H                       | P    | 10      | Pierre Gasly       | GAS     | Todas       | Sébastien Buemi Sérgio Sette Câmara Yuki Tsunoda              | BUE SET TSU      |         |
| Scuderia AlphaTauri Honda     | AlphaTauri-Honda      | AT01      | Honda RA620H                       | P    | 26      | Daniil Kvyat       | KVY     | Todas       | Sébastien Buemi Sérgio Sette Câmara Yuki Tsunoda              | BUE SET TSU      |         |
| Scuderia Ferrari              | Ferrari               | SF1000    | Ferrari 065                        | P    | 5       | Sebastian Vettel   | VET     | Todas       | Pascal Wehrlein                                               | WEH              |         |
| Scuderia Ferrari              | Ferrari               | SF1000    | Ferrari 065                        | P    | 16      | Charles Leclerc    | LEC     | Todas       | Pascal Wehrlein                                               | WEH              |         |
| Haas F1 Team                  | Haas-Ferrari          | VF-20     | Ferrari 065                        | P    | 8       | Romain Grosjean    | GRO     | 1-15        | Louis Delétraz Pietro Fittipaldi Callum Ilott Mick Schumacher | DEL FIT ILO SCH  |         |
| Haas F1 Team                  | Haas-Ferrari          | VF-20     | Ferrari 065                        | P    | 20      | Kevin Magnussen    | MAG     | Todas       | Louis Delétraz Pietro Fittipaldi Callum Ilott Mick Schumacher | DEL FIT ILO SCH  |         |
| Haas F1 Team                  | Haas-Ferrari          | VF-20     | Ferrari 065                        | P    | 51      | Pietro Fittipaldi  | FIT     | 16-17       | Louis Delétraz Pietro Fittipaldi Callum Ilott Mick Schumacher | DEL FIT ILO SCH  |         |
| McLaren F1 Team               | McLaren-Renault       | MCL35     | Renault E-Tech 20                  | P    | 4       | Lando Norris       | NOR     | Todas       | Stoffel Vandoorne Esteban Gutiérrez Sergey Sirotkin           | VAN GUT SIR      |         |
| McLaren F1 Team               | McLaren-Renault       | MCL35     | Renault E-Tech 20                  | P    | 55      | Carlos Sainz Jr.   | SAI     | Todas       | Stoffel Vandoorne Esteban Gutiérrez Sergey Sirotkin           | VAN GUT SIR      |         |
| Mercedes-AMG Petronas F1 Team | Mercedes              | F1 W11    | Mercedes-AMG F1 M11                | P    | 44      | Lewis Hamilton     | HAM     | 1-15, 17    | Stoffel Vandoorne Esteban Gutiérrez                           | VAN GUT          |         |
| Mercedes-AMG Petronas F1 Team | Mercedes              | F1 W11    | Mercedes-AMG F1 M11                | P    | 63      | George Russell     | RUS     | 16          | Stoffel Vandoorne Esteban Gutiérrez                           | VAN GUT          |         |
| Mercedes-AMG Petronas F1 Team | Mercedes              | F1 W11    | Mercedes-AMG F1 M11                | P    | 77      | Valtteri Bottas    | BOT     | Todas       | Stoffel Vandoorne Esteban Gutiérrez                           | VAN GUT          |         |
| BWT Racing Point F1 Team      | Racing Point-Mercedes | RP20      | BWT Mercedes (Mercedes-AMG F1 M11) | P    | 11      | Sergio Pérez       | PER     | 1-4, 6-17   | Stoffel Vandoorne Esteban Gutiérrez                           | VAN GUT          |         |
| BWT Racing Point F1 Team      | Racing Point-Mercedes | RP20      | BWT Mercedes (Mercedes-AMG F1 M11) | P    | 18      | Lance Stroll       | STR     | 1-10, 12-17 | Stoffel Vandoorne Esteban Gutiérrez                           | VAN GUT          |         |
| BWT Racing Point F1 Team      | Racing Point-Mercedes | RP20      | BWT Mercedes (Mercedes-AMG F1 M11) | P    | 27      | Nico Hülkenberg    | HUL     | 4-5, 11     | Stoffel Vandoorne Esteban Gutiérrez                           | VAN GUT          |         |
| Aston Martin Red Bull Racing  | Red Bull Racing-Honda | RB16      | Honda RA620H                       | P    | 23      | Alexander Albon    | ALB     | Todas       | Sébastien Buemi Sérgio Sette Câmara Jüri Vips                 | BUE SET VIP      |         |
| Aston Martin Red Bull Racing  | Red Bull Racing-Honda | RB16      | Honda RA620H                       | P    | 33      | Max Verstappen     | VER     | Todas       | Sébastien Buemi Sérgio Sette Câmara Jüri Vips                 | BUE SET VIP      |         |
| Renault DP World F1 Team      | Renault               | R.S.20    | Renault E-Tech 20                  | P    | 3       | Daniel Ricciardo   | RIC     | Todas       | Guan Yu Zhou Sergey Sirotkin                                  | ZHO SIR          |         |
| Renault DP World F1 Team      | Renault               | R.S.20    | Renault E-Tech 20                  | P    | 31      | Esteban Ocon       | OCO     | Todas       | Guan Yu Zhou Sergey Sirotkin                                  | ZHO SIR          |         |
| Williams Racing               | Williams-Mercedes     | FW43      | Mercedes-AMG F1 M11                | P    | 6       | Nicholas Latifi    | LAT     | Todas       | Jack Aitken Roy Nissany                                       | AIT NIS          |         |
| Williams Racing               | Williams-Mercedes     | FW43      | Mercedes-AMG F1 M11                | P    | 63      | George Russell     | RUS     | 1-15, 17    | Jack Aitken Roy Nissany                                       | AIT NIS          |         |
| Williams Racing               | Williams-Mercedes     | FW43      | Mercedes-AMG F1 M11                | P    | 89      | Jack Aitken        | AIT     | 16          | Jack Aitken Roy Nissany                                       | AIT NIS          |         |
| Fonte:                        |                       |           |                                    |      |         |                    |         |             |                                                               |                  |         |

### Mudanças nas equipes
A Red Bull GmbH, empresa controladora da Red Bull Racing e da Scuderia Toro Rosso, renomeou a Toro Rosso para "Scuderia AlphaTauri". A equipe usa o nome de construtor "AlphaTauri". O nome é derivado da marca de moda AlphaTauri de propriedade da Red Bull.

### Mudanças nos pilotos
- Esteban Ocon assinou um contrato para disputar o campeonato de 2020 com a Renault, substituindo Nico Hülkenberg.[58]
- Robert Kubica deixou a Williams no final do campeonato de 2019[68] e juntou-se à Alfa Romeo como seu piloto reserva.[8] Com Nicholas Latifi, que terminou como vice-campeão do Campeonato de Fórmula 2 da FIA de 2019, substituindo Kubica na equipe inglesa na temporada seguinte.[62]

#### Mudanças no meio da temporada
- No dia 30 de julho o piloto Sergio Pérez da Racing Point testou positivo para a COVID-19.[69] Apesar de constar na lista de participantes para o Grande Prêmio da Grã-Bretanha ele foi substituído por Nico Hülkenberg.[47]

- O companheiro de equipe de Pérez na Racing Point, Lance Stroll, sentiu-se mal antes do Grande Prêmio de Eifel e testou positivo para a COVID-19 no dia da corrida. Com isso, Hülkenberg novamente competiu pela equipe.[48][70]

- Após Romain Grosjean sofrer queimaduras nas mãos em um grave acidente no Grande Prêmio do Barém, a equipe Haas promoveu o piloto de testes Pietro Fittipaldi para fazer sua estreia no Grande Prêmio de Sakhir.[71][72] Isso o torna o primeiro neto de um piloto de Fórmula 1 a se tornar um piloto de Fórmula 1. Devido sua recuperação, Grosjean também não participou da última prova da temporada, o Grande Prêmio de Abu Dhabi. Com isso, Fittipaldi disputou sua segunda corrida pela equipe.[73]

- Lewis Hamilton testou positivo para a COVID-19 antes do Grande Prêmio de Sakhir e foi forçado a ficar de fora da corrida.[74] George Russell foi transferido para ocupar o lugar de Hamilton na etapa de Sakhir, enquanto Jack Aitken substituiu Russell na Williams nesta etapa.[66]

## Calendário
Originalmente, vinte e dois Grandes Prêmios estavam sob contrato para serem disputados como parte do campeonato de 2020. Entretanto, o avanço da pandemia de COVID-19 fez com que o calendário tivesse que ser completamente revisado, com cancelamentos, adiamentos e uma etapa de apenas oito corridas sendo confirmada no início de junho, posteriormente estendida para dezessete etapas, sendo que treze etapas foram definitivamente canceladas.
A duração de cada corrida é o número mínimo de voltas que excede uma distância total de 305 quilômetros. De acordo com os regulamentos esportivos, um mínimo de oito corridas deve ocorrer para que a temporada seja considerada um campeonato.
| Grande Prêmio | Grande Prêmio                     | Circuito                                     | Data           | Ref.          |
| ------------- | --------------------------------- | -------------------------------------------- | -------------- | ------------- |
| 1             | Grande Prêmio da Áustria          | Red Bull Ring, Spielberg                     | 5 de julho     | [ 77 ]        |
| 2             | Grande Prêmio da Estíria          | Red Bull Ring, Spielberg                     | 12 de julho    | [ 77 ]        |
| 3             | Grande Prêmio da Hungria          | Hungaroring, Mogyoród                        | 19 de julho    | [ 78 ]        |
| 4             | Grande Prêmio da Grã-Bretanha     | Circuito de Silverstone, Silverstone         | 2 de agosto    | [ 79 ]        |
| 5             | Grande Prêmio do 70.º Aniversário | Circuito de Silverstone, Silverstone         | 9 de agosto    | [ 79 ]        |
| 6             | Grande Prêmio da Espanha          | Circuito de Barcelona-Catalunha, Montmeló    | 16 de agosto   | [ 80 ]        |
| 7             | Grande Prêmio da Bélgica          | Circuito de Spa-Francorchamps, Stavelot      | 30 de agosto   | [ 81 ]        |
| 8             | Grande Prêmio da Itália           | Autódromo Nacional de Monza, Monza           | 6 de setembro  | [ 82 ]        |
| 9             | Grande Prêmio da Toscana          | Circuito de Mugello, Toscana                 | 13 de setembro | [ 83 ]        |
| 10            | Grande Prêmio da Rússia           | Autódromo de Sóchi, Sóchi                    | 27 de setembro | [ 84 ]        |
| 11            | Grande Prêmio de Eifel            | Nürburgring, Nürburg                         | 11 de outubro  | [ 85 ]        |
| 12            | Grande Prêmio de Portugal         | Autódromo Internacional do Algarve, Portimão | 25 de outubro  | [ 85 ]        |
| 13            | Grande Prêmio da Emília-Romanha   | Autódromo Enzo e Dino Ferrari, Ímola         | 1 de novembro  | [ 85 ]        |
| 14            | Grande Prêmio da Turquia          | Istanbul Park, Istambul                      | 15 de novembro | [ 86 ]        |
| 15            | Grande Prêmio do Barém            | Circuito Internacional do Barém, Sakhir      | 29 de novembro | [ 87 ] [ 86 ] |
| 16            | Grande Prêmio de Sakhir           | Circuito Internacional do Barém, Sakhir      | 6 de dezembro  | [ 86 ]        |
| 17            | Grande Prêmio de Abu Dhabi        | Circuito de Yas Marina, Abu Dhabi            | 13 de dezembro | [ 88 ] [ 86 ] |
| Fonte:        |                                   |                                              |                |               |

Treze etapas estavam previstas para ocorrer em 2020 e foram incluídas no calendário original publicado pelo Conselho Mundial de Automobilismo, contudo foram canceladas em resposta à pandemia de COVID-19.
| Grande Prêmio                     | Circuito                                       | Data original  | Ref.            |
| --------------------------------- | ---------------------------------------------- | -------------- | --------------- |
| Grande Prêmio da Austrália        | Circuito de Albert Park, Melbourne             | 15 de março    | [ 90 ] [ 91 ]   |
| Grande Prêmio do Vietnã           | Circuito Urbano de Hanói, Hanói                | 5 de abril     | [ 92 ] [ 93 ]   |
| Grande Prêmio da China            | Circuito Internacional de Xangai, Xangai       | 19 de abril    | [ 94 ] [ 95 ]   |
| Grande Prêmio dos Países Baixos   | Circuito de Zandvoort, Zandvoort               | 3 de maio      | [ 96 ] [ 97 ]   |
| Grande Prêmio de Mônaco           | Circuito de Mônaco, Monte Carlo                | 24 de maio     | [ 98 ] [ 99 ]   |
| Grande Prêmio do Azerbaijão       | Circuito Urbano de Bacu, Bacu                  | 7 de junho     | [ 100 ] [ 101 ] |
| Grande Prêmio do Canadá           | Circuito Gilles Villeneuve, Montreal           | 14 de junho    | [ 102 ] [ 85 ]  |
| Grande Prêmio da França           | Circuito Paul Ricard, Le Castellet             | 28 de junho    | [ 103 ] [ 104 ] |
| Grande Prêmio de Singapura        | Circuito Urbano de Marina Bay, Singapura       | 20 de setembro | [ 105 ] [ 101 ] |
| Grande Prêmio do Japão            | Circuito de Suzuka, Suzuka                     | 11 de outubro  | [ 106 ] [ 101 ] |
| Grande Prêmio dos Estados Unidos  | Circuito das Américas, Austin                  | 25 de outubro  | [ 107 ] [ 85 ]  |
| Grande Prêmio da Cidade do México | Autódromo Hermanos Rodríguez, Cidade do México | 1 de novembro  | [ 108 ] [ 85 ]  |
| Grande Prêmio do Brasil           | Autódromo José Carlos Pace, São Paulo          | 15 de novembro | [ 109 ] [ 85 ]  |

### Mudanças no calendário
Depois de comprar os direitos comerciais para o esporte da CVC Capital Partners em janeiro de 2017, a Liberty Media anunciou planos para expandir o calendário da Fórmula 1, utilizando um conceito denominado de "corridas de destino" e modelado no Grande Prêmio de Singapura. Sob este modelo, os Grandes Prêmios estariam estabelecidos nos principais destinos turísticos do mundo e teriam as funções de corrida, entretenimento e vida social, com o objetivo de tornar o esporte mais acessível e atraente para um público mais amplo. Após o anúncio deste novo formato, diversos países e cidades anunciaram interesse na realização de novas provas. Dentro deste novo formato, duas provas seriam adicionadas ao calendário nesta temporada.
O Grande Prêmio do Vietnã foi anunciado como a primeira nova corrida criada sob a administração da Liberty. A corrida teve uma data provisória em abril de 2020 e estava prevista para ocorrer em um circuito de rua na capital Hanói. O Grande Prêmio dos Países Baixos seria retomado, com o evento programado para ocorrer no circuito de Zandvoort. A corrida marcaria a primeira vez que o evento seria disputado desde 1985.
Tanto as etapas do Vietnã como dos Países Baixos foram canceladas devido aos reflexos e avanço da pandemia de Covid-19.
Inicialmente, a Liberty Media previa que o calendário de 2020 fosse composto por 21 Grandes Prêmios, e que para cada nova prova que entrasse no calendário uma existente seria removida. Devido a pressão das equipes, houve um acordo para permitir até 22 Grandes Prêmios. Durante este período, diversas alterações no calendário foram feitas, como a retirada do Grande Prêmio da Alemanha do calendário e a renomeação do Grande Prêmio do México para Grande Prêmio da Cidade do México.

### Mudanças no calendário devido a pandemia de COVID-19
Com a interrupção do campeonato de 2020 provocada pela pandemia de COVID-19 várias mudanças drásticas foram feitas no calendário. Como o cancelamento dos Grandes Prêmios da Austrália, Azerbaijão, Brasil, Canadá, Cidade do México, Estados Unidos, Mônaco, França, Azerbaijão, Países Baixos e Singapura, e, a inclusão dos Grandes Prêmios da Estíria (disputado no Red Bull Ring), 70.º Aniversário (no circuito de Silverstone) — estes Grandes Prêmios foram criados especificamente para permitir que fosse realizado mais de uma corrida num mesmo circuito —, Toscana (no circuito de Mugello), Eifel (em Nürburgring), Portugal (no Autódromo Internacional do Algarve) e Emília-Romanha (no Autódromo Enzo e Dino Ferrari).

### Pandemia de COVID-19
Originalmente, o Grande Prêmio da China estava marcado para ocorrer em Xangai no dia 19 de abril. Porém, devido a epidemia de coronavírus no país, o evento foi adiado por tempo indeterminado. A decisão de adiar a corrida foi tomada em fevereiro de 2020, devido a questões de logísticas envolvidas no campeonato. Posteriormente, no dia 12 de março, três dias antes do GP da Austrália, confirmou-se que um mecânico da McLaren estaria infectado com COVID-19. Ao saber desta situação, a McLaren retirou-se imediatamente do Grande Prêmio, levando a FIA a cancelá-lo. Logo no dia seguinte a FIA anunciou igualmente a decisão de adiar os Grandes Prêmios do Barém e do Vietnã.
O calendário com a data das oito primeiras corridas foi divulgado em 2 de junho.

## Calendário de lançamento dos carros
| Equipe     | Chassis               | Data            | Local                    | Ref.    |
| ---------- | --------------------- | --------------- | ------------------------ | ------- |
| Ferrari    | SF1000                | 11 de fevereiro | Reggio Emilia, Itália    | [ 117 ] |
| Red Bull   | RB16                  | 12 de fevereiro | Online                   | [ 118 ] |
| McLaren    | MCL35                 | 13 de fevereiro | Woking, Reino Unido      | [ 119 ] |
| Mercedes   | F1 W11 EQ Performance | 14 de fevereiro | Silverstone, Reino Unido | [ 120 ] |
| AlphaTauri | AT01                  | 14 de fevereiro | Salzburgo, Áustria       | [ 121 ] |

| Equipe       | Chassis | Data            | Local             | Ref.    |
| ------------ | ------- | --------------- | ----------------- | ------- |
| Williams     | FW43    | 17 de fevereiro | Online            | [ 122 ] |
| Racing Point | RP20    | 17 de fevereiro | Mondsee, Áustria  | [ 123 ] |
| Haas         | VF-20   | 19 de fevereiro | Montmeló, Espanha | [ 124 ] |
| Alfa Romeo   | C39     | 19 de fevereiro | Montmeló, Espanha | [ 125 ] |
| Renault      | R.S.20  | 19 de fevereiro | Montmeló, Espanha | [ 126 ] |

## Mudanças nos regulamentos

### Regulamentos esportivos
Os pilotos que participaram de sessões de treinos livres tiveram direito a pontos adicionais para a Superlicença FIA. Qualquer piloto que tiver completado um mínimo de 100 km durante uma sessão de treinos livres recebeu um ponto adicional para a Superlicença com a condição de que não tivesse cometido nenhuma infração. Os pilotos só podem acumular dez pontos para a Superlicença por ano em sessões de treinos livres.
As equipes receberiam uma cota adicional de alguns componentes da unidade de potência para compensar o aumento da demanda em razão da disputa de 22 corridas.

### Regulamentos técnicos
A fim de reduzir o risco de furos nos pneus, os últimos 50 mm da asa dianteira não poderiam ter nenhuma parte metálica. Os dutos de freio não puderam mais ser terceirizados e deveriam ser feitos e projetados pela equipe. A quantidade de combustível que poderia estar fora do tanque foi reduzida de 2 litros para 250 mililitros. Os pilotos tiveram menos ajudas eletrônicas nas largadas, tendo a disposição 90% do torque do carro na embreagem (que será somente do padrão de puxar a borboleta da embreagem no volante), tendo somente o sistema anti-stall e assistência no ponto de mordida da embreagem.

## Pré-temporada
Os testes de pré-temporada foram realizados nos dias de 19 até 21 de fevereiro e de 26 até 28 fevereiro, com duas datas a menos em relação a 2019. O circuito escolhido foi novamente o Circuito de Barcelona-Catalunha em Montmeló, Espanha.
(Em negrito, a volta mais rápida de cada semana)
| N.º | Circuito                                  | Mapa do circuito | Resultados       | Resultados | Resultados | Resultados   | Resultados | Resultados | Resultados |
| --- | ----------------------------------------- | ---------------- | ---------------- | ---------- | ---------- | ------------ | ---------- | ---------- | ---------- |
| 1   | Circuito de Barcelona-Catalunha, Montmeló |                  | Dia              | Piloto     | Equipe     | Melhor tempo | Voltas     | Pneu       | Ref.       |
| 1   | Circuito de Barcelona-Catalunha, Montmeló | 19 de fevereiro  | Lewis Hamilton   | Mercedes   | 1:16.976   | 94           |            | [ 131 ]    |            |
| 1   | Circuito de Barcelona-Catalunha, Montmeló | 20 de fevereiro  | Kimi Räikkönen   | Alfa Romeo | 1:17:091   | 134          |            | [ 132 ]    |            |
| 1   | Circuito de Barcelona-Catalunha, Montmeló | 21 de fevereiro  | Valtteri Bottas  | Mercedes   | 1:15.732   | 65           |            | [ 133 ]    |            |
| 2   | Circuito de Barcelona-Catalunha, Montmeló |                  | Dia              | Piloto     | Equipe     | Melhor tempo | Voltas     | Pneu       | Ref.       |
| 2   | Circuito de Barcelona-Catalunha, Montmeló | 26 de fevereiro  | Robert Kubica    | Alfa Romeo | 1:16.942   | 53           |            | [ 134 ]    |            |
| 2   | Circuito de Barcelona-Catalunha, Montmeló | 27 de fevereiro  | Sebastian Vettel | Ferrari    | 1:16:841   | 145          |            | [ 135 ]    |            |
| 2   | Circuito de Barcelona-Catalunha, Montmeló | 28 de fevereiro  | Valtteri Bottas  | Mercedes   | 1:16.196   | 79           |            | [ 136 ]    |            |

## Pneus
Desde 2011, a Pirelli tem sido a fornecedora oficial de pneus do campeonato de Fórmula 1. Como mudança na temporada, a Pirelli, a pedido da FIA, decidiu simplificar os nomes que indicam os pneus de pista seca, sendo eles Macio, Médio e Duro, com suas respectivas cores. O tipo de composto utilizado era separado em nomenclaturas (C1 [Mais Duro] ao C5 [Mais Macio]), sendo separado para cada Grande Prêmio três dos cinco compostos disponíveis pela Pirelli.
| Nome do composto | Cor      | Cor | Banda de rolamento  | Condições de condução | Dry Type*                          | Aderência   | Longevidade |
| ---------------- | -------- | --- | ------------------- | --------------------- | ---------------------------------- | ----------- | ----------- |
| Macio            | Vermelho |     | Slick (P Zero™)     | Seco                  | Soft                               | Muito alta  | Muito baixa |
| Médio            | Amarelo  |     | Slick (P Zero™)     | Seco                  | Medium                             | Média       | Média       |
| Duro             | Branco   |     | Slick (P Zero™)     | Seco                  | Hard                               | Muito baixa | Muito alta  |
| Intermediário    | Verde    |     | Sulcos (Cinturato™) | Molhado               | Intermediate (Água não estagnante) | —           | —           |
| Chuva            | Azul     |     | Sulcos (Cinturato™) | Molhado               | Wet (Água estagnante)              | —           | —           |

| Compostos     | AUT     | EST     | HUN     | GBR     | 70      | ESP     | BEL     | ITA     | TOS | RUS | EIF | POR | EMI | TUR | BAR | SKR | ABU |
| ------------- | ------- | ------- | ------- | ------- | ------- | ------- | ------- | ------- | --- | --- | --- | --- | --- | --- | --- | --- | --- |
| Duro          | C2      | C2      | C2      | C1      | C2      | C1      | C2      | C2      | C1  | C3  | C2  | C1  | C2  | C1  | C2  | C2  | C3  |
| Médio         | C3      | C3      | C3      | C2      | C3      | C2      | C3      | C3      | C2  | C4  | C3  | C2  | C3  | C2  | C3  | C3  | C4  |
| Macio         | C4      | C4      | C4      | C3      | C4      | C3      | C4      | C4      | C3  | C5  | C4  | C3  | C4  | C3  | C4  | C4  | C5  |
| Intermediário | I       | I       | I       | I       | I       | I       | I       | I       | I   | I   | I   | I   | I   | I   | I   | I   | I   |
| Chuva         | W       | W       | W       | W       | W       | W       | W       | W       | W   | W   | W   | W   | W   | W   | W   | W   | W   |
| Referência    | [ 137 ] | [ 137 ] | [ 137 ] | [ 137 ] | [ 137 ] | [ 137 ] | [ 137 ] | [ 137 ] |     |     |     |     |     |     |     |     |     |

Legenda:
| Pneu que foi utilizado para o Grande Prêmio. Pneu que não foi utilizado para o Grande Prêmio. |

## Resultados e classificação

### Por Grande Prêmio
| Nº | Grande Prêmio                     | Pole Position     | Tempo             | Volta mais rápida | Tempo             | Piloto do dia     | Vencedor          | Equipe                    | Descrição |
| -- | --------------------------------- | ----------------- | ----------------- | ----------------- | ----------------- | ----------------- | ----------------- | ------------------------- | --------- |
| –  | Grande Prêmio da Austrália        | Corrida cancelada | Corrida cancelada | Corrida cancelada | Corrida cancelada | Corrida cancelada | Corrida cancelada | Corrida cancelada         | Descrição |
| 1  | Grande Prêmio da Áustria          | Valtteri Bottas   | 1:02.939          | Lando Norris      | 1:07.475          | Alexander Albon   | Valtteri Bottas   | Mercedes                  | Descrição |
| 2  | Grande Prêmio da Estíria          | Lewis Hamilton    | 1:19.273          | Carlos Sainz Jr.  | 1:05.619          | Sergio Pérez      | Lewis Hamilton    | Mercedes                  | Descrição |
| 3  | Grande Prêmio da Hungria          | Lewis Hamilton    | 1:13.447          | Lewis Hamilton    | 1:16.627          | Max Verstappen    | Lewis Hamilton    | Mercedes                  | Descrição |
| 4  | Grande Prêmio da Grã-Bretanha     | Lewis Hamilton    | 1:24.303          | Max Verstappen    | 1:27.097          | Lewis Hamilton    | Lewis Hamilton    | Mercedes                  | Descrição |
| 5  | Grande Prêmio do 70.º Aniversário | Valtteri Bottas   | 1:25.154          | Lewis Hamilton    | 1:28.882          | Max Verstappen    | Max Verstappen    | Red Bull Racing-Honda     | Descrição |
| 6  | Grande Prêmio da Espanha          | Lewis Hamilton    | 1:15.584          | Valtteri Bottas   | 1:18.183          | Sebastian Vettel  | Lewis Hamilton    | Mercedes                  | Descrição |
| 7  | Grande Prêmio da Bélgica          | Lewis Hamilton    | 1:41.252          | Daniel Ricciardo  | 1:47.483          | Pierre Gasly      | Lewis Hamilton    | Mercedes                  | Descrição |
| 8  | Grande Prêmio da Itália           | Lewis Hamilton    | 1:18.887          | Lewis Hamilton    | 1:22.746          | Pierre Gasly      | Pierre Gasly      | AlphaTauri-Honda          | Descrição |
| 9  | Grande Prêmio da Toscana          | Lewis Hamilton    | 1:15.144          | Lewis Hamilton    | 1:18.833          | Daniel Ricciardo  | Lewis Hamilton    | Mercedes                  | Descrição |
| 10 | Grande Prêmio da Rússia           | Lewis Hamilton    | 1:31.304          | Valtteri Bottas   | 1:37.030          | Max Verstappen    | Valtteri Bottas   | Mercedes                  | Descrição |
| 11 | Grande Prêmio de Eifel            | Valtteri Bottas   | 1:25.269          | Max Verstappen    | 1:28.139          | Nico Hülkenberg   | Lewis Hamilton    | Mercedes                  | Descrição |
| 12 | Grande Prêmio de Portugal         | Lewis Hamilton    | 1:16.652          | Lewis Hamilton    | 1:18.750          | Sergio Pérez      | Lewis Hamilton    | Mercedes                  | Descrição |
| 13 | Grande Prêmio da Emília-Romanha   | Valtteri Bottas   | 1:13.609          | Lewis Hamilton    | 1:15.484          | Max Verstappen    | Lewis Hamilton    | Mercedes                  | Descrição |
| 14 | Grande Prêmio da Turquia          | Lance Stroll      | 1:47.765          | Lando Norris      | 1:36.806          | Sebastian Vettel  | Lewis Hamilton    | Mercedes                  | Descrição |
| 15 | Grande Prêmio do Barém            | Lewis Hamilton    | 1:27.264          | Max Verstappen    | 1:32.014          | Romain Grosjean   | Lewis Hamilton    | Mercedes                  | Descrição |
| 16 | Grande Prêmio de Sakhir           | Valtteri Bottas   | 0:53.377          | George Russell    | 0:55.404          | George Russell    | Sergio Pérez      | Racing Point-BWT Mercedes | Descrição |
| 17 | Grande Prêmio de Abu Dhabi        | Max Verstappen    | 1:35.246          | Daniel Ricciardo  | 1:40.926          | Max Verstappen    | Max Verstappen    | Red Bull Racing-Honda     | Descrição |

### Sistema de pontuação
Os pontos são concedidos até o décimo colocado. Um ponto extra é concedido ao piloto que fizer a volta mais rápida durante uma corrida. O ponto adicional só é concedido caso o piloto a ter feito a volta mais veloz de um GP e que esteja entre os 10 primeiros na classificação final da prova. Não é dado ponto se a volta mais rápida for feita por um piloto que não esteja entre as dez primeiras posições no final da corrida.
| Posição | 1º | 2º | 3º | 4º | 5º | 6º | 7º | 8º | 9º | 10º | VMR* |
| Pontos  | 25 | 18 | 15 | 12 | 10 | 8  | 6  | 4  | 2  | 1   | 1    |

### Campeonato de Pilotos
| Pos. | N.º | Piloto             | AUT | EST | HUN | GBR | 70  | ESP | BEL | ITA | TOS | RUS | EIF | POR | EMI | TUR | BAR | SKR | ABU | Ptos. |
| ---- | --- | ------------------ | --- | --- | --- | --- | --- | --- | --- | --- | --- | --- | --- | --- | --- | --- | --- | --- | --- | ----- |
| 1    | 44  | Lewis Hamilton     | 4   | 1   | 1   | 1   | 2   | 1   | 1   | 7   | 1   | 3   | 1   | 1   | 1   | 1   | 1   | EX  | 3   | 347   |
| 2    | 77  | Valtteri Bottas    | 1   | 2   | 3   | 11  | 3   | 3   | 2   | 5   | 2   | 1   | Ret | 2   | 2   | 14  | 8   | 8   | 2   | 223   |
| 3    | 33  | Max Verstappen     | Ret | 3   | 2   | 2   | 1   | 2   | 3   | Ret | Ret | 2   | 2   | 3   | Ret | 6   | 2   | Ret | 1   | 214   |
| 4    | 11  | Sergio Pérez       | 6   | 6   | 7   | EX  | EX  | 5   | 10  | 10  | 5   | 4   | 4   | 7   | 6   | 2   | 18† | 1   | Ret | 125   |
| 5    | 3   | Daniel Ricciardo   | Ret | 8   | 8   | 4   | 14  | 11  | 4   | 6   | 4   | 5   | 3   | 9   | 3   | 10  | 7   | 5   | 7   | 119   |
| 6    | 55  | Carlos Sainz Jr.   | 5   | 9   | 9   | 13  | 13  | 6   | NL  | 2   | Ret | Ret | 5   | 6   | 7   | 5   | 5   | 4   | 6   | 105   |
| 7    | 23  | Alexander Albon    | 13† | 4   | 5   | 8   | 5   | 8   | 6   | 15  | 3   | 10  | Ret | 12  | 15  | 7   | 3   | 6   | 4   | 105   |
| 8    | 16  | Charles Leclerc    | 2   | Ret | 11  | 3   | 4   | Ret | 14  | Ret | 8   | 6   | 7   | 4   | 5   | 4   | 10  | Ret | 13  | 98    |
| 9    | 4   | Lando Norris       | 3   | 5   | 14  | 5   | 9   | 10  | 7   | 4   | 6   | 15  | Ret | 13  | 8   | 8   | 4   | 10  | 5   | 97    |
| 10   | 10  | Pierre Gasly       | 7   | 15  | Ret | 7   | 11  | 9   | 8   | 1   | Ret | 9   | 6   | 5   | Ret | 13  | 6   | 11  | 8   | 75    |
| 11   | 18  | Lance Stroll       | Ret | 7   | 4   | 9   | 6   | 4   | 9   | 3   | Ret | Ret | NP  | Ret | 13  | 9   | Ret | 3   | 10  | 75    |
| 12   | 31  | Esteban Ocon       | 8   | Ret | 13  | 6   | 9   | 13  | 5   | 8   | Ret | 7   | Ret | 8   | Ret | 11  | 9   | 2   | 9   | 62    |
| 13   | 5   | Sebastian Vettel   | 10  | Ret | 6   | 10  | 12  | 7   | 13  | Ret | 10  | 13  | 11  | 10  | 12  | 3   | 13  | 12  | 14  | 33    |
| 14   | 26  | Daniil Kvyat       | 12† | 10  | 12  | Ret | 10  | 12  | 11  | 9   | 7   | 8   | 15  | 19  | 4   | 12  | 11  | 7   | 11  | 32    |
| 15   | 27  | Nico Hülkenberg    | NP  | NP  | NP  | NL  | 7   | NP  | NP  | NP  | NP  | NP  | 8   | NP  | NP  | NP  | NP  | NP  | NP  | 10    |
| 16   | 7   | Kimi Räikkönen     | Ret | 11  | 15  | 17  | 15  | 14  | 12  | 13  | 9   | 14  | 12  | 11  | 9   | 12  | 15  | 14  | 12  | 4     |
| 17   | 99  | Antonio Giovinazzi | 9   | 14  | 17  | 14  | 17  | 16  | Ret | 16  | Ret | 11  | 10  | 15  | 10  | Ret | 16  | 13  | 16  | 4     |
| 18   | 63  | George Russell     | Ret | 16  | 18  | 12  | 18  | 17  | Ret | 14  | 11  | 18  | Ret | 14  | Ret | 16  | 12  | 9   | 15  | 3     |
| 19   | 8   | Romain Grosjean    | Ret | 13  | 16  | 16  | 16  | 19  | 15  | 12  | 12  | 17  | 9   | 16  | 14  | Ret | Ret | Les | Les | 2     |
| 20   | 20  | Kevin Magnussen    | Ret | 12  | 10  | Ret | Ret | 15  | 17  | Ret | Ret | 12  | 13  | 17  | Ret | 17  | 17  | 15  | 18  | 1     |
| 21   | 6   | Nicholas Latifi    | 11  | 17  | 19  | 15  | 19  | 18  | 16  | 11  | Ret | 16  | 14  | 18  | 11  | Ret | 14  | Ret | 17  | 0     |
| 22   | 89  | Jack Aitken        | NP  | AT  | NP  | NP  | NP  | NP  | NP  | NP  | NP  | NP  | NP  | NP  | NP  | NP  | NP  | 16  | NP  | 0     |
| 23   | 51  | Pietro Fittipaldi  | NP  | NP  | NP  | NP  | NP  | NP  | NP  | NP  | NP  | NP  | NP  | NP  | NP  | NP  | NP  | 17  | 19  | 0     |
| Pos. | N.º | Piloto             | AUT | EST | HUN | GBR | 70  | ESP | BEL | ITA | TOS | RUS | EIF | POR | EMI | TUR | BAR | SKR | ABU | Ptos. |

| Cor        | Resultado             |
| ---------- | --------------------- |
| Ouro       | Vencedor              |
| Prata      | 2.º lugar             |
| Bronze     | 3.º lugar             |
| Verde      | Terminou, nos pontos  |
| Azul       | Terminou, sem pontos  |
| Púrpura    | Ret – Retirou-se      |
| Vermelho   | NQ – Não qualificado  |
| Preto      | DSQ – Desqualificado  |
| Branco     | NL – Não largou       |
| Branco     | C – Corrida cancelada |
| Azul claro | AT – Apenas Treino    |
| Sem cor    | NP – Não participou   |
| Sem cor    | Les – Lesionado       |
| Sem cor    | EX – Excluído         |

### Campeonato de Construtores
| Pos. | Construtor            | N.º | AUT | EST | HUN | GBR | 70  | ESP | BEL | ITA | TOS | RUS | EIF | POR | EMI | TUR | BAR | SKR | ABU | Ptos. |
| ---- | --------------------- | --- | --- | --- | --- | --- | --- | --- | --- | --- | --- | --- | --- | --- | --- | --- | --- | --- | --- | ----- |
| 1    | Mercedes              | 44  | 4   | 1   | 1   | 1   | 2   | 1   | 1   | 7   | 1   | 3   | 1   | 1   | 1   | 1   | 1   | EX  | 3   | 573   |
| 1    | Mercedes              | 77  | 1   | 2   | 3   | 11  | 3   | 3   | 2   | 5   | 2   | 1   | Ret | 2   | 2   | 11  | 8   | 8   | 2   | 573   |
| 1    | Mercedes              | 63  | NP  | NP  | NP  | NP  | NP  | NP  | NP  | NP  | NP  | NP  | NP  | NP  | NP  | NP  | NP  | 9   | NP  | 573   |
| 2    | Red Bull Racing-Honda | 23  | 13† | 4   | 5   | 8   | 5   | 8   | 6   | 15  | 3   | 10  | Ret | 12  | 15  | 7   | 3   | 6   | 4   | 319   |
| 2    | Red Bull Racing-Honda | 33  | Ret | 3   | 2   | 2   | 1   | 2   | 3   | Ret | Ret | 2   | 2   | 3   | Ret | 6   | 2   | Ret | 1   | 319   |
| 3    | McLaren-Renault       | 4   | 3   | 5   | 14  | 5   | 9   | 10  | 7   | 4   | 6   | 15  | Ret | 13  | 8   | 8   | 4   | 10  | 5   | 202   |
| 3    | McLaren-Renault       | 55  | 5   | 9   | 9   | 13  | 13  | 6   | NL  | 2   | Ret | Ret | 5   | 6   | 7   | 5   | 5   | 4   | 6   | 202   |
| 4    | Racing Point-Mercedes | 11  | 6   | 6   | 7   | EX  | EX  | 5   | 10  | 10  | 5   | 4   | 4   | 7   | 6   | 2   | 18† | 1   | Ret | 195   |
| 4    | Racing Point-Mercedes | 18  | Ret | 7   | 4   | 9   | 6   | 4   | 9   | 3   | Ret | Ret | NP  | Ret | 13  | 9   | Ret | 3   | 10  | 195   |
| 4    | Racing Point-Mercedes | 27  | NP  | NP  | NP  | NL  | 7   | NP  | NP  | NP  | NP  | NP  | 8   | NP  | NP  | NP  | NP  | NP  | NP  | 195   |
| 5    | Renault               | 3   | Ret | 8   | 8   | 6   | 14  | 11  | 4   | 6   | 4   | 5   | 3   | 9   | 3   | 10  | 7   | 5   | 7   | 181   |
| 5    | Renault               | 31  | 8   | Ret | 13  | 4   | 9   | 13  | 5   | 8   | Ret | 7   | Ret | 8   | Ret | 11  | 9   | 2   | 9   | 181   |
| 6    | Ferrari               | 5   | 10  | Ret | 6   | 10  | 12  | 7   | 13  | Ret | 10  | 13  | 11  | 10  | 12  | 3   | 13  | 12  | 14  | 131   |
| 6    | Ferrari               | 16  | 2   | Ret | 11  | 3   | 4   | Ret | 14  | Ret | 8   | 6   | 7   | 4   | 5   | 4   | 10  | Ret | 13  | 131   |
| 7    | AlphaTauri-Honda      | 10  | 7   | 15  | Ret | 7   | 11  | 9   | 8   | 1   | Ret | 9   | 6   | 5   | Ret | 13  | 6   | 11  | 8   | 107   |
| 7    | AlphaTauri-Honda      | 26  | 12† | 10  | 12  | Ret | 10  | 12  | 11  | 9   | 7   | 8   | 15  | 19  | 4   | 12  | 11  | 7   | 11  | 107   |
| 8    | Alfa Romeo-Ferrari    | 7   | Ret | 11  | 15  | 17  | 15  | 14  | 12  | 13  | 9   | 14  | 12  | 11  | 9   | 12  | 15  | 14  | 12  | 8     |
| 8    | Alfa Romeo-Ferrari    | 99  | 9   | 14  | 17  | 12  | 17  | 16  | Ret | 16  | Ret | 11  | 10  | 15  | 10  | Ret | 16  | 13  | 16  | 8     |
| 9    | Haas-Ferrari          | 8   | Ret | 13  | 16  | Ret | 16  | 19  | 15  | 12  | 12  | 17  | 9   | 16  | 14  | Ret | Ret | Les | Les | 3     |
| 9    | Haas-Ferrari          | 20  | Ret | 12  | 10  | 16  | Ret | 15  | 17  | Ret | Ret | 12  | 13  | 17  | Ret | 17  | 17  | 15  | 18  | 3     |
| 9    | Haas-Ferrari          | 51  | NP  | NP  | NP  | NP  | NP  | NP  | NP  | NP  | NP  | NP  | NP  | NP  | NP  | NP  | NP  | 17  | 19  | 3     |
| 10   | Williams-Mercedes     | 6   | 11  | 17  | 19  | 15  | 19  | 18  | 16  | 11  | Ret | 16  | 14  | 18  | 11  | Ret | 14  | Ret | 17  | 0     |
| 10   | Williams-Mercedes     | 63  | Ret | 16  | 18  | 15  | 18  | 17  | Ret | 14  | 11  | 18  | Ret | 14  | Ret | 16  | 12  | NP  | 15  | 0     |
| 10   | Williams-Mercedes     | 89  | NP  | AT  | NP  | NP  | NP  | NP  | NP  | NP  | NP  | NP  | NP  | NP  | NP  | NP  | NP  | 16  | NP  | 0     |
| Pos. | Construtor            | N.º | AUT | EST | HUN | GBR | 70  | ESP | BEL | ITA | TOS | RUS | EIF | POR | EMI | TUR | BAR | SKR | ABU | Ptos. |

| Cor        | Resultado             |
| ---------- | --------------------- |
| Ouro       | Vencedor              |
| Prata      | 2.º lugar             |
| Bronze     | 3.º lugar             |
| Verde      | Terminou, nos pontos  |
| Azul       | Terminou, sem pontos  |
| Púrpura    | Ret – Retirou-se      |
| Vermelho   | NQ – Não qualificado  |
| Preto      | DSQ – Desqualificado  |
| Branco     | NL – Não largou       |
| Branco     | C – Corrida cancelada |
| Azul claro | AT – Apenas Treino    |
| Sem cor    | NP – Não participou   |
| Sem cor    | Les – Lesionado       |
| Sem cor    | EX – Excluído         |

## Transmissão no Brasil
Foi a última temporada transmitida pela Rede Globo após 40 anos de transmissão.